# Acanthops elegans
Acanthops elegans es una especie de mantis de la familia Acanthopidae.

## Distribución geográfica
Se encuentra en Guatemala.